# Call of Duty 2: Big Red One
 (juin 2015).
Si vous disposez d'ouvrages ou d'articles de référence ou si vous connaissez des sites web de qualité traitant du thème abordé ici, merci de compléter l'article en donnant les références utiles à sa vérifiabilité et en les liant à la section « Notes et références ».
Call of Duty 2: Big Red One est un jeu de tir à la première personne se déroulant pendant la Seconde Guerre mondiale sur les fronts nord-africain (Opération Torch), sicilien (Opération Husky) et français (Opération Overlord, ligne Siegfried…) avec la 1re division d'infanterie américaine (Big Red One). Il est sorti en 2005 sur GameCube, PlayStation 2 et Xbox. Cette version est très différente de Call of Duty 2 sur PC et Xbox 360. Le joueur incarne une jeune recrue avec les soldats Bloomflied, Denley, Glenn Hawkins, Stephen Kelly et Delaney.
Le jeu comporte plusieurs acteurs présents dans la mini-série Frères d'armes, tels Michael Cudlitz, James Madio, Frank John Hughes, Richard Speight Jr., Ross McCall, Rick Gomez, et Rene Morono.

## Scénario
Le prologue se déroule à Maubeuge, en France. La « Big Red One » doit détruire un Panzer allemand puis se replier vers une maison où les Allemands les encerclent À la fin de la mission, la position ou ils se trouvent est bombardée, le joueur tombe à terre et voit « Bloomflied » qui dit de garder les yeux ouverts.
La suite de l'histoire se déroule deux ans avant le prologue en Afrique du Nord. La Big Red One vient de débarquer à Oran et doit prendre le contrôle de l'aérodrome d'Oran. Une fois l'aérodrome sécurisé, ils se retrouvent dans une division de blindés en Tunisie où ils doivent faire reculer des italiens et des allemands.
La troisième mission se déroule dans le désert tunisien avec la Big Red One. Les troupes de Rommel ayant abandonné la colline, la Big Red One doit la défendre des troupes de Rommel qui ont tendu un guets-apens. Après avoir repoussé l'assaut, ils doivent escorter des membres du Génie vers un champ de mines qui gêne la progression des Shermans. Une fois le champ de mines neutralisé, le sergent Hawkins ordonne de reprendre les positions d'artillerie des allemands.
Ils se retrouvent ensuite dans une ville tunisienne qu'ils doivent défendre des assauts allemands jusqu'à l'évacuation des médecins de la ville.
La mission suivante se déroule dans les airs, à bord d'un avion B-24 Liberator, près d'Oran où le frère du personnage principal, dans la Big Red One, va débarquer.
La seconde partie de la campagne se déroule en Sicile avec l'opération Husky. La Big Red One débarque à Gela ou elle doit établir une tête de pont puis sauver une unité prise au piège par les Italiens.
Ils se retrouvent ensuite à Pianno Lupo à bord d'un véhicule blindé pour défendre les infrastructures alliées puis battre la Fallschirm-Panzer-Division 1. Hermann Göring. Le joueur se voit être promu caporal.
La dernière mission sur le front Sicilien se déroule à Troina ou les Allemands organisent un guets-apens à la Big Red One qui doit prendre le contrôle de la ville. Denley meurt dans cette mission.
La 3e partie de cette campagne se déroule en France, près de la ligne Siegfried. La première mission en France est le débarquement à Omaha Beach ou le joueur doit détruire des positions de mortiers et prendre le contrôle d'un canon de 88mm FlaK.
La mission suivante conduit le joueur à Mons, où la Big Red One doit effectuer une mission de reconnaissance. Le joueur est alors promu sergent. Mais les Allemands attaquent par surprise la Big Red One qui doit fuir. La Big Red One va alors devoir détruire des positions de 88mm FlaK, que l'aviation a ratées la nuit précédente, bloquant tout un régiment devant attaquer "la moitié de l'armée allemande". Dans cette mission le sergent Hawkins est blessé.
L'équipe arrive alors sur une colline, celle du crucifix en Allemagne, près d'Aix-la-Chapelle. Le sergent Hawks étant blessé, il est remplacé par le lieutenant Delaney. La Big Red One doit prendre le contre de la colline et détruire les canons anti-aériens puis des lance-roquettes Nebelwerfer.
La mission suivante se déroule à Buchourtz en Allemagne où le joueur doit prendre le contrôle de la ville, accompagné de la 3e armée. À la fin de cette mission il tombe sur un char allemand qu'il doit contrôler afin de détruire la gare de Buchourtz.
La dernière mission de la campagne se déroule quelques instants après la scène du char, le joueur descend du char à la suite d'une panne sèche. La Big Red One doit alors nettoyer les bunkers. Ceci étant fait, une cinématique montre la mort de Bloomflied, la Big Red One va alors traverser les dents du dragon, nom donné à la ligne Siegfried, puis va détruire les fusées V2.

## Bonus
Ce jeu contient des bonus que l'on obtient au fur et à mesure de notre progression dans le jeu. Ces bonus comprennent : 
- Les crédits
- Les cinématiques de military channel qui apparaissent parfois entre les missions
- Les histoires des personnages que l'on rencontre
- Des détails sur les armes et les véhicules de la seconde guerre mondiale, y compris celles et ceux qui ne sont pas jouables
- Des dessins  représentants chaque mission du jeu, avec deux dessins par missions